# Ensemble Schloss Fürstenried mit Umgebung

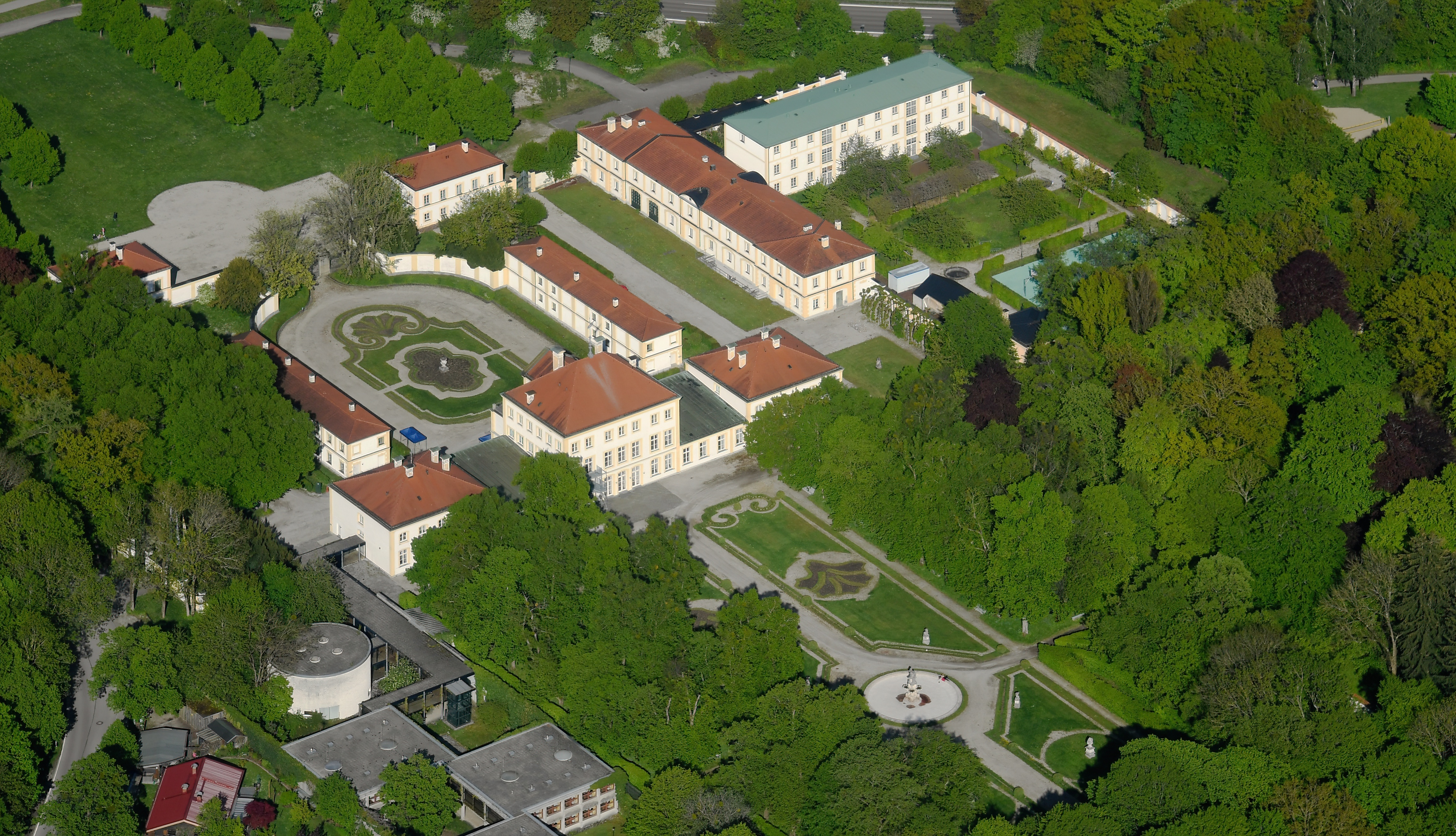
Luftbild des Schlosses und Schlossparks Fürstenried

Das Ensemble Schloss Fürstenried mit Umgebung ist ein denkmalgeschütztes Bauensemble in München.

## Lage
Das Ensemble liegt im Münchner Stadtteil Fürstenried an der Bundesautobahn 95 an der Stelle, an der diese stadtauswärts einen Knick nach Süden macht. Das Zentrum des Ensembles, das Schloss Fürstenried, bildet dadurch einen optischen Abschluss des ersten Autobahnabschnitts.

## Beschreibung
Das Ensemble hat eine Fläche von etwa 13,5 Hektar. Die bedeutendsten Einzelobjekte in dem Ensemble sind das Schloss Fürstenried mit seinem Schlosspark, die auf das Schloss zuführende Forst-Kasten-Allee sowie ein nordwestlich des Schlosses liegendes Gebäude der ehemaligen Schlossschwaige.

### Schloss und Schlosspark
Schloss Fürstenried, 1715 durch Maximilian II. Emanuel errichtet, gehörte zu einer Reihe um die Hauptstadt München herum gelegener barocker Nebenschlösser der bayerischen Kurfürsten. Es bildete den Ausgangspunkt für aufwändige Jagdveranstaltungen. Von 1878 bis 1916 war hier Otto, der geisteskranke Bruder Ludwigs II., untergebracht. Ab 1925 dient das Schloss als Exerzitienhaus des Erzbistums München und Freising.
Die Schlossanlage ist symmetrisch aufgebaut. Das Corps de Logis besteht aus einem dreigeschossigen Hauptpavillon und  zwei durch eingeschossige Galerien mit ihm verbundene zweigeschossige Nebenpavillons. Der stadtseitig vor dem Corps de Logis liegende Ehrenhof ist durch langgestreckte Nebengebäude flankiert. Viertelkreisförmige Mauern führen zu einer Einfahrt.
Hinter dem Corps de Logis liegt ein geometrisches Gartenparterre im französischen Stil. Südlich davon schließt sich ein baumbestandener Landschaftsgarten im Englischen Stil an. Die Anlage ist von einer im Rechteck geführten Mauer umgeben.

### Forst-Kasten-Allee
In der Mittelachse des Schlosses lag ursprünglich ein von zwei Auffahrtsalleen flankiertes Tapis vert, das auf die Türme der Frauenkirche hin zielte. Diese Sichtschneise wurde 1951–53 benutzt, um darin die Olympiastraße um den Ortskern von Forstenried herumzuführen. Später wurde diese Straße zur Autobahn ausgebaut. Dabei verblieb nur noch die von Lindenbäumen gesäumte Forst-Kasten-Allee, die aus der nördlichen der die Rasenfläche flankierenden Auffahrtsalleen hervorging, als einzige Zufahrtstraße zum Schloss. In den frühen 1960er Jahren erhielt sie ihre heutige Form.

### Schwaige
Von dem ehemals zum Schloss gehörenden Schwaighof gehört nur das nördlich der Forst-Kasten-Allee liegende Gelände zu dem Ensemble. Dort stand ein aus dem 18. Jahrhundert stammender Satteldachbau mit Zwerchgiebel. Dieser Bau wurde wegen Baufälligkeit abgerissen und in den 1980er-Jahren unter Wahrung der alten Silhouette neu errichtet. In diesem Bau ist die Gaststätte Einkehr zur Schwaige untergebracht.

## Bilder

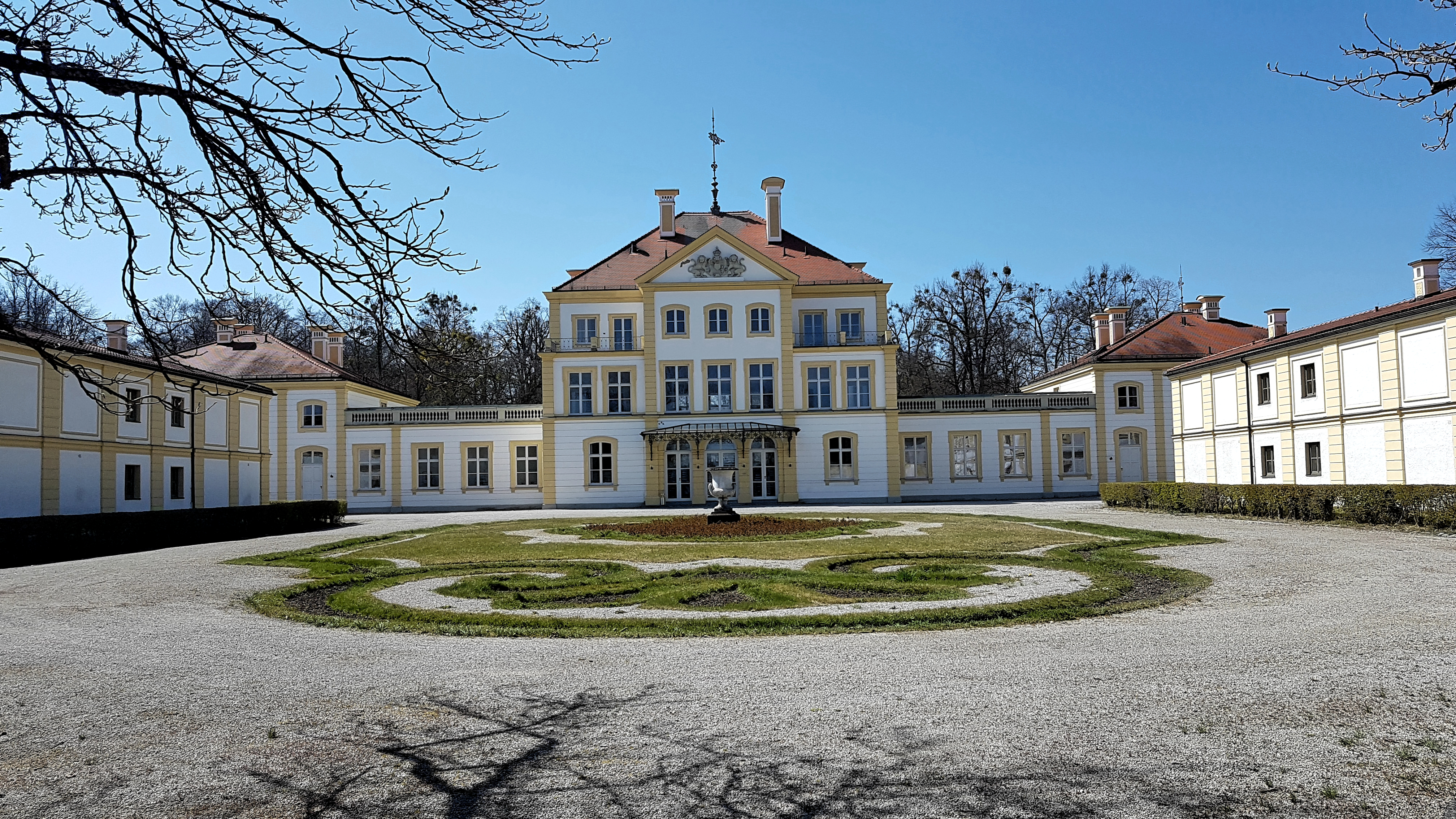
Ehrenhof
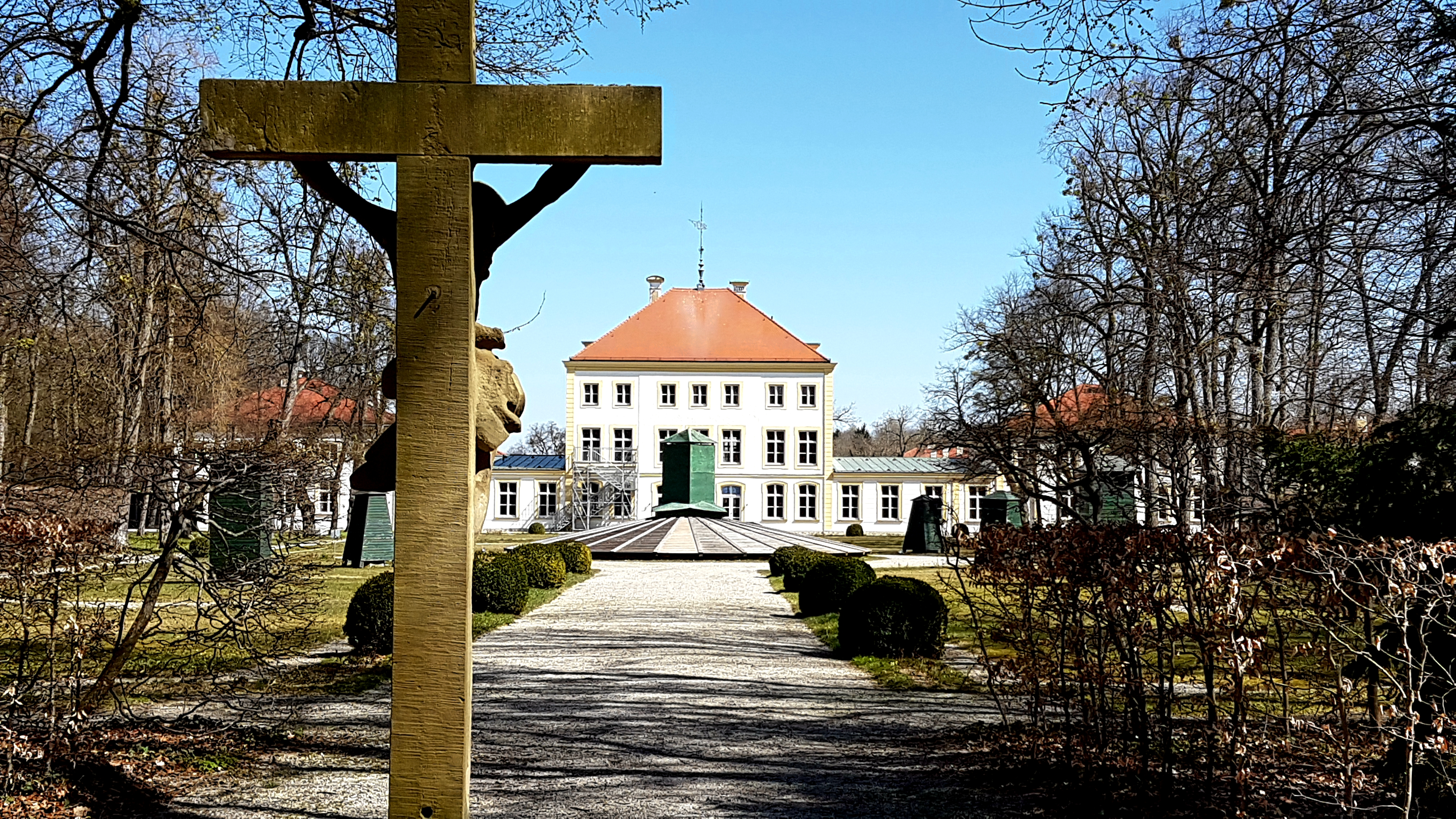
Schloss und Garten
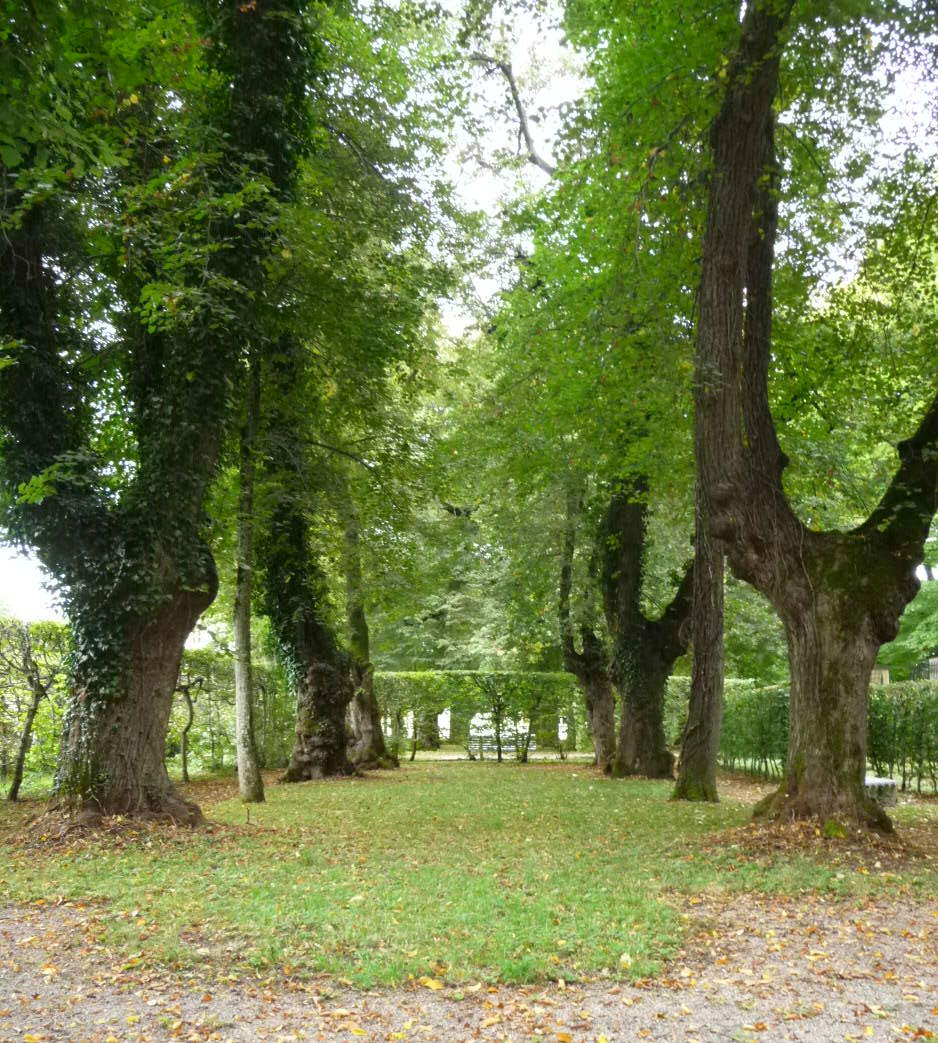
Park
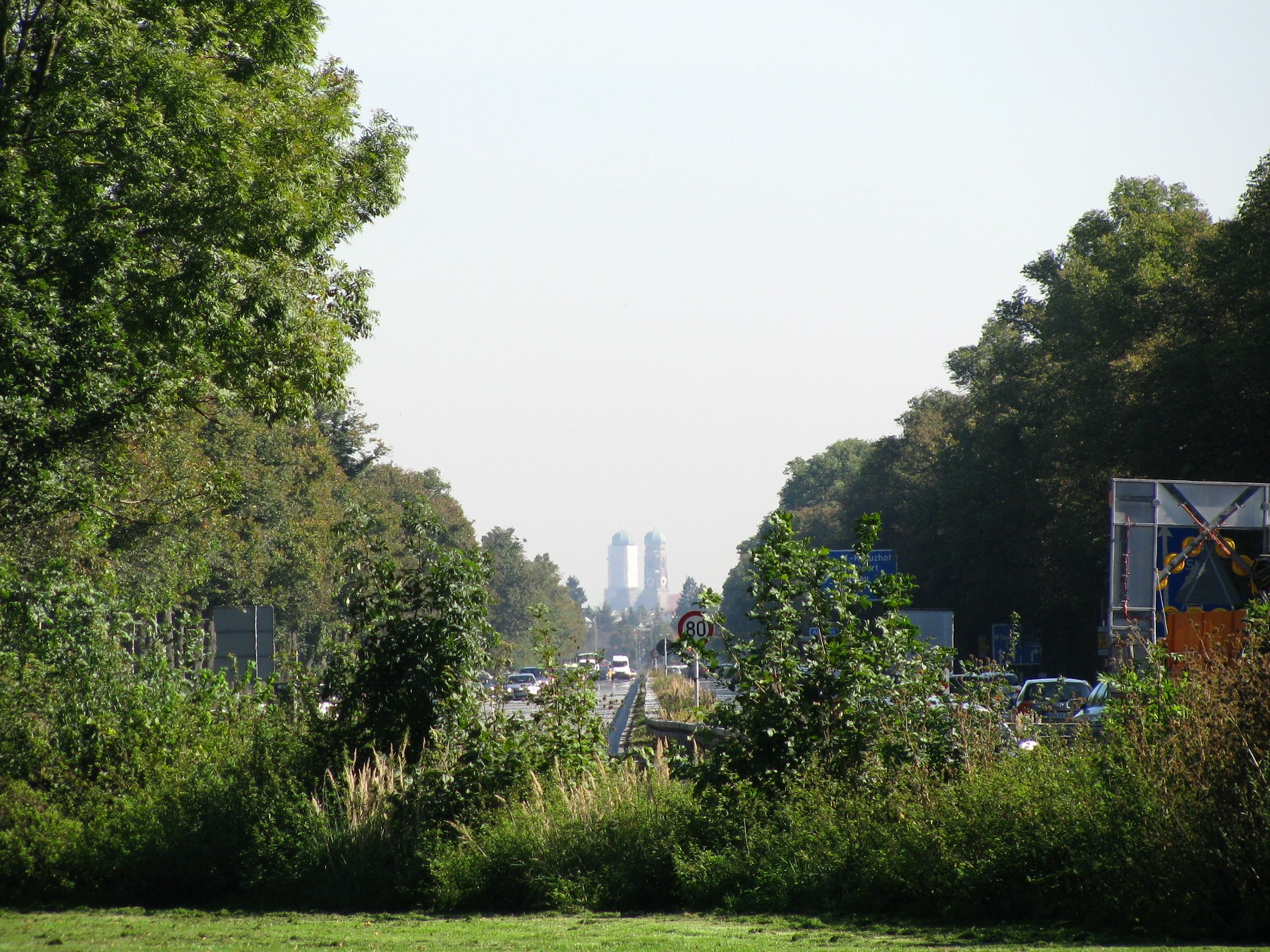
Sichtachse vom Schloss aus
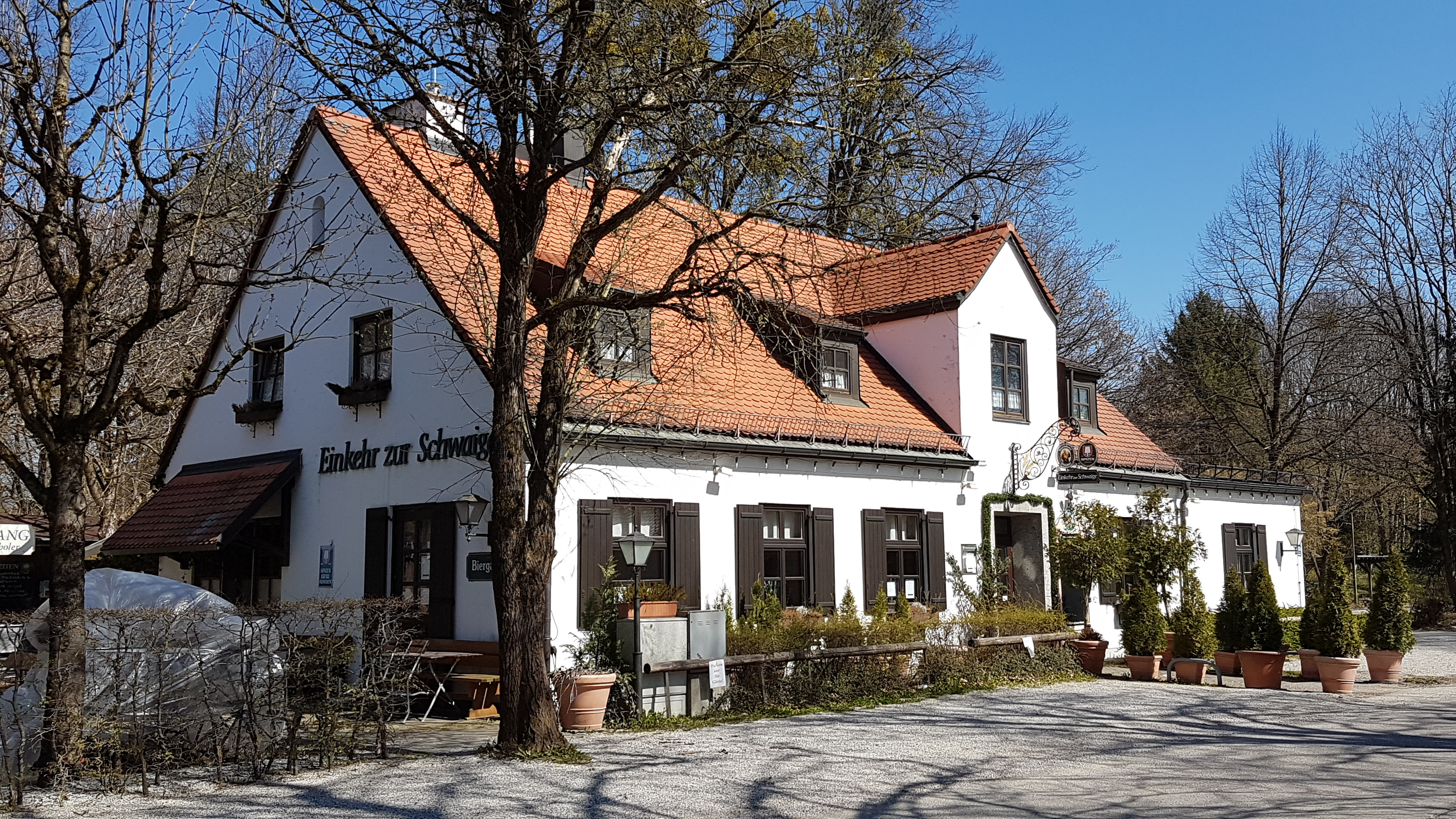
Einkehr zur Schwaige